# Elena Pirrone
Elena Pirrone (Bolzano, 21 februari 1999) is een Italiaanse wielrenster die sinds 2023 rijdt voor Israel Premier Tech Roland.

## Carrière
Ze werd in 2017 zowel Europees als wereldkampioene tijdrijden bij de junioren. Op het EK was ze acht seconden sneller dan haar landgenote Letizia Paternoster en op het WK zes seconden sneller dan Alessia Vigilia. Haar eerste professionele zege behaalde ze in 2023, ze won de Grote Prijs van Stuttgart & regio.

## Palmares
2015
 Tijdrit Europees Jeugd Olympisch Festival
2016
 Italiaans kampioenschap op de weg (junior)
 Italiaans kampioenschap tijdrijden (junior)
2017
 Wereldkampioene op de weg (junior) in Bergen
 Wereldkampioene tijdrijden (junior) in Bergen
 Europees kampioene tijdrijden (junior) in Herning
 Italiaans kampioenschap op de weg (junior)
 Italiaans kampioenschap tijdrijden (junior)
2023
Grote Prijs van Stuttgart

### Resultaten in voornaamste wedstrijden
| Jaar | Ronde van Italië | Ronde van Frankrijk | Ronde van Spanje |
| ---- | ---------------- | ------------------- | ---------------- |
| 2018 |                  |                     |                  |
| 2019 | 36e              |                     |                  |
| 2020 | opgave           |                     |                  |
| 2021 |                  |                     | 27e              |
| 2022 |                  |                     |                  |
| 2023 | 36e              |                     | 93e              |
| 2024 |                  |                     |                  |
| 2025 |                  | buiten tijd         |                  |

| Jaar | Gent-Wevelgem | Ronde van Vlaanderen | Parijs-Roubaix | Amstel Gold Race | Luik-Bast.‑Luik | Strade Bianche | Waalse Pijl | Brabantse Pijl |  | WK op de weg |
| ---- | ------------- | -------------------- | -------------- | ---------------- | --------------- | -------------- | ----------- | -------------- |  | ------------ |
| 2018 |               |                      |                |                  |                 |                |             |                |  | 58e          |
| 2019 | 50e           | 68e                  |                |                  | opgave          |                | 50e         | 4e             |  |              |
| 2020 |               |                      |                |                  |                 | 36e            |             |                |  |              |
| 2021 |               |                      | opgave         |                  |                 | opgave         |             |                |  | 29e          |
| 2022 |               |                      |                | 80e              |                 | opgave         |             |                |  |              |
| 2023 | opgave        | opgave               |                | opgave           | opgave          |                | opgave      | opgave         |  |              |
| 2024 |               | 86e                  |                | 93e              | opgave          |                | 56e         | 62e            |  |              |
| 2025 | opgave        |                      |                |                  |                 |                |             |                |  |              |

### Resultaten in overige rondes
| Jaar | Tour Down Under | Wielerweek van Valencia | Ronde van het Baskenland | Ronde van Burgos | Festival Elsy Jacobs | The Women's Tour | Ronde van Zwitserland | Ronde van Scandinavië | Ronde van Romandië | Simac Ladies Tour | Ronde van Chongming |
| ---- | --------------- | ----------------------- | ------------------------ | ---------------- | -------------------- | ---------------- | --------------------- | --------------------- | ------------------ | ----------------- | ------------------- |
| 2018 |                 |                         |                          |                  | 43e                  |                  |                       | 76e                   |                    | 22e               |                     |
| 2019 | 35e             |                         |                          |                  | 30e                  |                  |                       | opgave                |                    |                   |                     |
| 2020 |                 | 69e                     |                          |                  |                      |                  |                       |                       |                    |                   |                     |
| 2021 |                 |                         |                          | 88e              |                      | 56e              | 45e                   |                       |                    |                   |                     |
| 2022 |                 | opgave                  |                          | opgave           |                      |                  |                       | opgave                | 59e                | 50e               |                     |
| 2023 | 51e             | opgave                  | opgave                   | opgave           |                      |                  | 28e                   |                       |                    | opgave            | 35e                 |
| 2024 |                 |                         |                          |                  |                      |                  |                       |                       |                    |                   |                     |

## Ploegen
- 2018 –  Astana Women's Team
- 2019 –  Astana Women's Team (tot 18/06)
- 2019 –  Valcar-Travel & Service (vanaf 19/06)
- 2020 –  Valcar-Travel & Service
- 2021 –  Valcar-Travel & Service
- 2022 –  Valcar-Travel & Service
- 2023 –  Israel Premier Tech Roland
- 2024 –  Roland
- 2025 –  Roland Le Dévoluy[a]

Baur · Buch  · Coles-Lyster (vanaf 4/5) · Collinelli · Delbaere · Dronova-Balabolina · Eklund · Griffin · Hartmann (vanaf 1/6) · Kiesenhofer (vanaf 31/1) · 
Magri · Nguyễn · Pirrone · Sharpe (vanaf 1/6) · Stannard (vanaf15/4) · Steels · Vieceli
Christofórou · Coles-Lyster · Collinelli · Dronova-Balabolina · Eklund · Grinczer · Hartmann · Kiesenhofer · Nguyễn · Pirrone · Swinkels · Vettorello
Christofórou · Coston · Dronova-Balabolina · Giuliani · Griffin · Pirrone · Ruffilli · Rysz · Stiasny · Swinkels · Vettorello